# 10,5 cm Leichtgeschütz 40
10,5 cm LG 40 (нем. 10,5 cm Leichtgeschütz 40 - 10,5 см лёгкое орудие образца 1940 года) - 105-мм немецкое безоткатное орудие времён Второй Мировой войны.

## История создания
К работам над безоткатными орудиями в Германии приступили в начале 30-х годов. Пушки этого типа привлекали внимание прежде всего своим небольшим весом и большим калибром применяемых снарядов. Поэтому они наилучшим образом подходили для оснащения подразделений горных и воздушно-десантных войск.
105-мм безоткатное орудие LG 40 было разработано фирмой Крупп и поступило на вооружение вермахта в 1940 году. Оно было предназначено для уничтожения огневых точек и живой силы противника, а также для борьбы с вражеской бронетехникой. Стрельба велась стандартными боеприпасами. Конструкция затвора позволяла выпускать в момент выстрела часть газов наружу — в сторону, обратную направлению движения снаряда. Таким образом удалось отказаться от противооткатных устройств и уменьшить вес орудия.
Судя по всему для Вермахта было изготовлено около 30 орудий. В июне 1941 года военные приняли 29 10,5cm LG 40. С июля 1941 по май 1942 года их количество оставалось неизменным. На 1 июня 1942 года на вооружении состояло 28 единиц, поскольку одно орудие в мае было списано. К январю 1943 года их оставалось еще 25 штук (3 потеряны в ноябре 1942), а к ноябрю — 21.
Также их получали сухопутные войска Люфтваффе. На 1 января 1942 года они имели 57 орудий. К ноябрю 1942 года было получено еще 94 пушки. На 1 октября 1942 года числилось 150 орудий, а к июню 1943 года их осталось только 95.
Таким образом всего было изготовлено не менее 180 орудий.

## Описание
Безоткатное орудие LG 40 состояло из ствола-моноблока с затвором и соплом, щитового прикрытия, расположенного на верхнем станке лафета, подрессоренного нижнего станка с двумя обрезиненными колёсами и прицельных приспособлений. На дульной части ствола имелся транспортировочный кронштейн. Орудие имело сектор горизонтального обстрела 80°, угол возвышения ствола находился в пределах между −15° и +40°.

## Эксплуатация
105-мм безоткатные орудия поставлялись в парашютные и горнострелковые немецкие дивизии. В десантном варианте их можно было сбрасывать с парашютами, предварительно разобрав на четыре части. Хотя эти орудия отличались рядом достоинств, тем не менее им были присущи и многие недостатки. Газы, вырывающиеся из сопла, заставляли расчёт держаться подальше от казённика и к тому же демаскировали орудие. LG 40 по этой же причине нельзя было устанавливать в тесных убежищах, ДОТах и танковых башнях. По дальности стрельбы это оружие значительно уступало обычным артиллерийским системам, поэтому приходилось усиливать пороховой заряд для увеличения небольшой начальной скорости снаряда.